# Danylo Zabolotny
Danylo Zabolotny est un microbiologiste  ukrainien, né en 1866 en Ukraine et mort en 1929.
Il enseigne à Saint-Pétersbourg, Kiev et Odessa. Il fait des recherches pour contrôler la peste et le choléra dans les régions endémiques des épidémies, l’Inde et la Mongolie.